# 佟二堡镇
佟二堡镇，是中华人民共和国辽宁省辽阳市灯塔市下辖的乡镇。地处灯塔市西北部。佟二堡镇是中国大陆皮草生产、加工、销售三大基地之一，有“皮草之都”之称。镇人民政府驻佟二堡村。全镇下辖2个社区、18个行政村，行政区域面积95.28平方千米。截至2018年末，全镇户籍人口4.32万人。

## 行政区划

### 下辖地区：
嘉兴社区、佟二堡村、哈尔堡村、金沙沟村、亮子口村、曹家村、东升村、姜家村、曲家村、单庄子村、浪中沟村、前八家子村、后烟台村、营盘村、张唐村、后八家子村、东三家子村、西浪中沟村和徐家台村。

## 交通
304省道（又称“小小线”）过境
灯辽高速设有佟二堡站
佟二堡客运站，有开往辽阳、灯塔的客车班次

## 皮草产业
佟二堡皮草产业兴起于20世纪90年代，并逐步发展为“中国皮草生产、加工、销售三大基地之一”。2020年11月，皮草类电商直播基地的模式进入佟二堡，2021年，佟二堡皮装裘皮实现市场销售额142亿元，其中电商销售额45亿元。截止2022年，佟二堡建立大型电商直播基地8处，电商相关产业从业人员近2万人，全镇现有总面积54万平方米的8个皮装裘皮加工园区，产业相关从业人员3万余人。

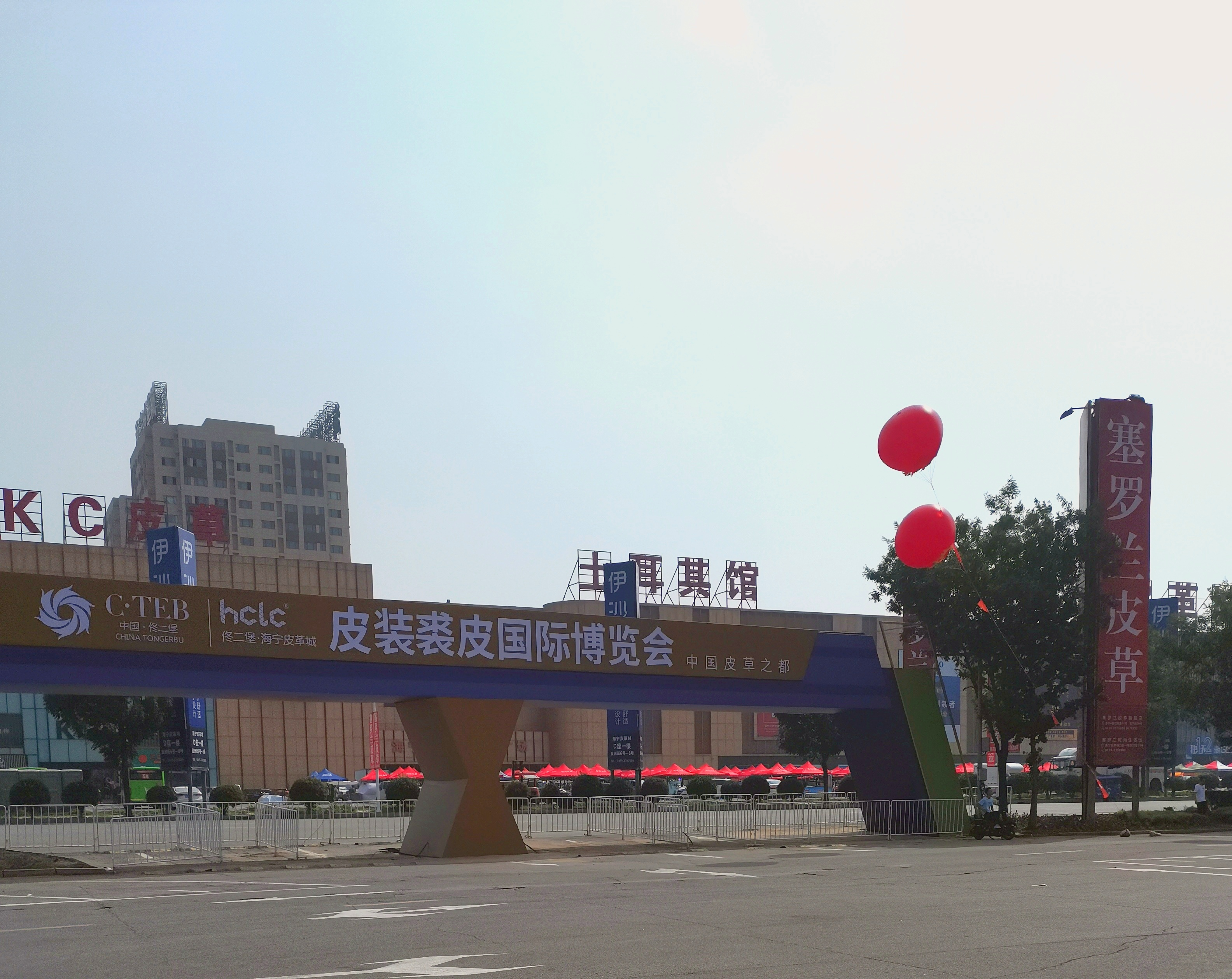
举办于佟二堡的皮装裘皮国际博览会

## 旅游
- 佟二堡海宁皮革城
- 佟二堡香港时代广场
- 安澜寺

## 文物保护单位
| 名称               | 年代               | 地址               | 坐标               | 图片               | 公布               |
| 辽阳市文物保护单位 | 辽阳市文物保护单位 | 辽阳市文物保护单位 | 辽阳市文物保护单位 | 辽阳市文物保护单位 | 辽阳市文物保护单位 |
| ------------------ | ------------------ | ------------------ | ------------------ | ------------------ | ------------------ |
| 单庄子天主教堂     | 1897年             | 佟二堡镇单庄子村   |                    |                    | 2017               |